# 田川大吉郎

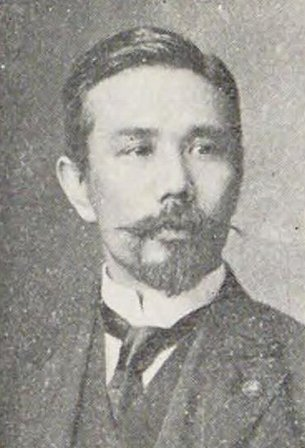
田川大吉郎

田川 大吉郎（たがわ だいきちろう、1869年11月29日（明治2年10月26日） - 1947年（昭和22年）10月9日）は、新聞記者、評論家、随筆家、社会運動家、官僚、衆議院議員、キリスト教徒。

## 来歴
肥前国大村藩（現在の長崎県）の藩士の長男として生まれる。平河学校（現千代田区立麹町小学校）を卒業。学校では児童文学者の巖谷小波と友人であった。1890年（明治23年）東京専門学校卒業。卒業後に郵便報知新聞に入社。1892年（明治25年）9月に都新聞に移る。
1894年（明治27年）6月から日清戦争に従軍。通訳官となる。
1896年（明治29年）5月から1897年（明治30年）8月まで台湾の新聞『台湾新報』に勤める。
1902年（明治35年）8月に第7回衆議院議員総選挙長崎県郡部区に立候補するが落選。続けて1903年（明治36年）3月の第8回衆議院議員総選挙長崎県郡部区に立候補するが落選。
1904年（明治37年）6月に日露戦争に従軍。通訳官として第4軍とともに1905年（明治38年）9月まで中国を転戦。
1908年（明治41年）5月第10回衆議院議員総選挙長崎県郡部区に立候補し初当選。
1908年（明治41年）に東京市の助役となり、1914年（大正3年）まで務める。
1917年（大正6年）1月に柏井園の依頼で発表した元老山縣有朋を批判する論文「方法を知らぬ民」が新聞法違反で柏井と共に禁錮2ヶ月の有罪とされた。柏井は執行猶予が2年ついたが、田川は1918年（大正7年）4月から6月まで服役。これにより正五位返上を命じられ、勲三等及び明治二十七八年従軍記章、明治三十七八年従軍記章、大礼記念章を褫奪された。
1919年（大正8年）3月に尾崎行雄、望月小太郎とともに渡欧。
1923年（大正12年）11月に日本基督教連盟常議員に就任。1925年（大正14年）に明治学院総理に就任。1928年（昭和3年）、中ノ郷信用組合初代組合長に就任。
1942年（昭和17年）4月に実施された第21回衆議院議員総選挙（いわゆる翼賛選挙）では非推薦で立候補し落選。この選挙の際に盟友であった尾崎行雄が田川のためにした応援演説が、後に尾崎不敬事件につながってゆく。平和活動を理由として官憲から監視されたため、1943年（昭和18年）3月に上海に出国。帰国は終戦後の1946年（昭和21年）4月であった。
1947年（昭和22年）4月5日に東京都長官選挙に日本社会党から立候補するが次点となるも落選。直後の4月25日に実施された第23回衆議院議員総選挙に東京5区から立候補し当選。議員在職中の10月9日に死去。衆議院において追悼演説が行われた。墓所は多磨霊園(23-1-12-13)

## 栄典
- 1915年（大正4年）11月10日 - 大礼記念章[7]
  - 1918年（大正7年）6月1日褫奪

## 著書
- 『日清之将来』八尾書店 1894
- 『不平談』博文館 社会文庫 1894
- 『国運の進歩と基督教』警醒社 1896
- 『鉱毒問題解決論』無名社 1902
- 『青年と時代の関係』理代社 1902
- 『青年の志業と準備』文星社 1902
- 『嗚呼鉱毒論』現代社 1903
- 『慚恨録』現代社 1903
- 『婦人の修養』金港堂 1907
- 『欧米都市とびとび遊記』二松堂書店 1914
- 『都の机より』実業之日本社 1915
- 『英国の王室及び議会』警醒社書店 1920
- 『改造途上の欧米社会見物』日本評論社出版部 1920
- 『財政上の実際知識』白揚社 1925
- 『台湾訪問の記 附・台湾統治策』白揚社 1925
- 『都市政策汎論』白揚社 1925
- 『普選の話』日本評論社 1925
- 『早や判り政治読本』実業之日本社 1927
- 『基督教主義の教育 新日本の進路』教文館出版部 1928
- 『政界革新論 革新問答』一進堂 1928
- 『政党及び政党史』政治教育協会 政治ライブラリー 1929
- 『社会改良史論』教文館出版部 1931
- 『高橋財政の前途』現実処 時事叢書 1934
- 『大増税迫る お互いの最大関心事その解説・対処』現実処 時事叢書 1934
- 『田租廃止論 米価の公正を保て・生活の安易化を図れ』現実処 時事叢書 1934
- 『東京都政の革命的促進 市庁舎月島移転反対の理由』現実処 時事叢書 1934
- 『日本の平価切下 平易な解説・正しい見透し・善処』現実処 時事叢書 1934
- 『静心雑記』白揚社 1935
- 『国家信用の貨幣化』新東京社 現代パンフレツト 1936
- 『国家と宗教』教文館 1938
- 『支那の新勢』教文館 時の論叢書 1939
- 『皇天上帝の説』教文館 時の論叢書 1941
- 『日支提携の根本義』編著 教文館 時の論叢書 1941
- 『聖書と論語』教文館 1942
- 『友よ戦場に心伍して』教文館 時の論叢書 1942
- 『日本から支那に与へるもの』教文館 時の論叢書 1942
- 『聖祖康煕帝』教文館 1944

### 翻訳
- 『銀行国営論』尾崎行雄共訳編 日本評論社 1931